# Свободная ассоциация в марксизме и анархизме
Свободная ассоциация — марксистское и анархистское обозначение системы отношений между людьми в обществе без государства, иерархии, классов и частной собственности на средства производства. Как только частная собственность (а вместе с ней и государство) будет отменена, рабочие получат средства производства, и смогут объединяться без каких-либо ограничений в трудовые коммуны для удовлетворения своих индивидуальных или общих потребностей, а также творчества.
Свободная ассоциация является главной определяющей чертой коммунистического общества.

## Анархизм
Левые анархисты утверждают, что свободная ассоциация должна немедленно подняться в борьбе пролетариата за новое общество против правящего класса. Они считают государство главным гарантом частной собственности через репрессивный аппарат (полиция и государственные суды) поэтому их главной целью является упразднение государства. По поводу свободных ассоциаций существуют разногласия между анархо-коллективистами и анархо-коммунистами. Анархо-коллективисты (такие как Михаил Бакунин) утверждали, что свободная ассоциация должна функционировать как принцип «От каждого по способностям, каждому по потребностям», и труд каждого должен вознаграждаться. Напротив, анархо-коммунисты (такие как Петр Кропоткин, Карло Кафьеро и Эррико Малатеста) утверждали, что вознаграждение в зависимости от выполненной работы требует, чтобы участвующие в ней люди были подчинены вышестоящему органу для сравнения различных работ с целью оплаты их, и этим органом являются государство и правящий класс, то есть сохраняет статус-кво. По их мнению, не существует справедливых критериев, позволяющих сравнивать одну работу с другой и измерять ее, чтобы дать всем людям свою долю. Для анархо-коммунистов свободная ассоциация возможна только через отмену денег и рынка, а также отмену государства.

## Марксизм
Марксисты в целом отличаются от анархистов тем, что утверждают, что между капиталистическим обществом и свободной ассоциацией (то есть коммунистическим обществом) должна быть промежуточная стадия. Среди марксистских течений существует общее мнение, что государство должно существовать в течение этого переходного периода, хотя есть дискуссии по поводу формы этого «переходного государства».
Либертарные марксисты (такие как Антон Паннекук, Отто Рюле и Герман Гортер) обычно утверждают, что государство не может быть направлено на свободную ассоциацию, поскольку оно может действовать только в рамках самого капиталистического общества, ведущего к государственному капитализму (то есть капитализму, в котором частная собственность принадлежит и управляется государством). Большинство либертарных марксистов утверждают, что свободная ассоциация может быть достигнута только посредством прямых действий самих рабочих, чтобы забрать средства производства и упразднить государство в ходе социальной революции. Однако люксембургианцы в принципе не против краткосрочного участия в государстве и расширения государственной собственности, пока существует сам институт.

## Социализм
Социалисты считают свободную ассоциацию определяющей чертой развитого социализма. Свободная ассоциация заменит государственный аппарат при социализме, поскольку роль этой ассоциации будет заключаться в управлении процессами производства и вещами. Свободная ассоциация в социализме является противоположностью государства в капиталистическом обществе, которое представляет собой власть над людьми посредством принудительных действий. Свободная ассоциация представляет собой координирующую организацию экономической деятельности, которая занимается принятием административных решений и потоком товаров и услуг для удовлетворения спроса.